# Табманберг
Табманберг, Боми-Хилс (англ. Tubmanburg) — город в Либерии.

## География
Расположен в западной части страны, в 62 км к северо-западу от столицы страны, города Монровия. Административный центр графства Боми. Абсолютная высота — 145 метров над уровнем моря.

## Экономика
До либерийской гражданской войны город был важным центром по добыче железной руды и алмазов.

## Население
По данным на 2013 год численность населения составляет 13 360 человек. Большая часть населения принадлежит к этнической группе ваи.
Динамика численности населения города по годам:
| 1984  | 2008   | 2013   |
| ----- | ------ | ------ |
| 2 100 | 13 114 | 13 360 |